# Publius Besius Betuinianus Gaius Marius Memmius Sabinus
Publius Besius Betuinianus Gaius Marius Memmius Sabinus (vollständige Namensform Publius Bessius Publi filius Quirina Betuinianus Gaius Marius Memmius Sabinus) war ein im 2. Jahrhundert n. Chr. lebender Angehöriger des römischen Ritterstandes (Eques). Durch eine Inschrift, die auf 110/114 datiert wird, sind einzelne Stationen seiner Laufbahn bekannt.
Die militärische Laufbahn des Betuinianus bestand aus den für einen Angehörigen des Ritterstandes üblichen Tres militiae. Er wurde zunächst Präfekt einer Cohors I Raetorum. Danach war er Militärtribun in der Legio X Gemina. Als dritte Stufe folgte der Posten eines Präfekten der Ala Dardanorum, die in der Provinz Moesia inferior stationiert war. Für seine Leistungen in den Dakerkriegen erhielt er von Trajan mehrere militärische Auszeichnungen: eine Corona muralis, eine Corona vallaris, zweimal die Hasta pura und ein vexillum argenteum.
Nach Beendigung seiner militärischen Karriere übernahm Betuinianus Positionen in der Verwaltung. Er war zunächst Procurator der kaiserlichen Münze; dieser Posten war mit einem Jahreseinkommen von 100.000 Sesterzen verbunden. Danach wurde er Procurator in der Provinz Baetica; dieser Posten war mit einem Jahreseinkommen von 200.000 Sesterzen verbunden. Im Anschluss übernahm er als Procurator einen Posten in der Verwaltung der fünfprozentigen Erbschaftsteuer (vicesima hereditatium). Zuletzt wurde er stellvertretender Statthalter der Provinz Mauretania Tingitana (procurator pro legato).
Betuinianus war in der Tribus Quirina eingeschrieben.